# نذري صبري
نذري صبري (بالإنجليزية: Nazri Sabri)‏ هو لاعب كرة قدم سنغافوري في مركز حراسة المرمى، ولد في 20 سبتمبر 1989 في سنغافورة. لعب مع نادي غيلانغ إنترناشونال ونادي ليون سيتي سيلورز لكرة القدم وهاوجانج يونايتد ووودلاندز ويلينغتون.

## وصلات خارجية
- نذري صبري على موقع قاعدة بيانات كرة القدم.إي يو (الإنجليزية)
- نذري صبري على موقع Soccerway.com (الإنجليزية)